# Señorella et le Prince charmant
 (juillet 2020).
Pour plus de détails, voir Fiche technique et Distribution.
Señorella et le Prince charmant (Señorella and the Glass Huarache en anglais) est un cartoon américain Looney Tunes de 1964 réalisé par Hawley Pratt. 